# Attaque de 1965 à l'aéroport d'Aden
 (juillet 2023).
Urgence d'Aden
L'attaque de 1965 à l'aéroport d'Aden est une attaque à la grenade survenue le 17 septembre 1965 ayant fait neuf blessés. La Grande-Bretagne a accusé les assaillants d'être "contrôlés de l'extérieur", faisant référence à l'Égypte de Gamal Abdel Nasser. L'attaque a incité la Grande-Bretagne à suspendre la constitution du protectorat d'Aden le 25 septembre, pour tenter de mettre fin aux violences. Le haut-commissaire d'Aden (en) Richard Turnbull (en) gouvernait ainsi seul le protectorat en vertu de l'ordonnance de suspension signée par la reine Élisabeth II.